# Pierre Boucher (photographe)
Pour les articles homonymes, voir Pierre Boucher et Boucher.
Pierre Boucher, né à Paris le 29 février 1908 et mort à Faremoutiers le 27 novembre 2000, est un photographe français, qui a contribué à donner à la photographie sa place au sein de l’art moderne.

## Biographie
Il étudie à l’École des Arts Appliqués à Paris avant de collaborer dans les années 1930 à la revue Arts et Métiers graphiques. Sa proximité avec les studios publicitaires et sa connaissance des techniques graphiques modernes seront déterminantes dans sa démarche artistique. En 1932 il est engagé par René Zuber au sein du Studio Zuber. En 1934, il crée avec Zuber l’agence Alliance-Photo. Au sein de cette agence, il impose le premier code déontologique du photographe, avec le respect de la signature des photographes lors de la publication dans les médias.
Avec Pierre Verger, Émeric Feher et René Zuber, il participe à l'exposition Affiche Photo Typo, qui met en avant les liens entre photographie et dessin ; une de ses photographies est présentée en 1938 dans l'exposition Photography 1839-1937 organisée par Beaumont Newhall au Museum of Modern Art (MoMA) de New York,.
De ses fréquents voyages en Espagne, Égypte, Maroc, Tunisie, Monaco, Russie, Pérou, Bolivie, Brésil ou encore les États-Unis, il rapporte une importante collection de photographies dont certaines donneront lieu à des expositions.
Il meurt à Faremoutiers en Seine-et-Marne le 27 novembre 2000 à l'âge de 92 ans,.

## Démarche artistique
Pierre Boucher marque  son temps pour avoir largement contribué à faire entrer la photographie dans la modernité, comme matériau artistique à part entière, en utilisant les techniques mécaniques d’imagerie à des fins détournées. Avec Pierre Boucher, le photographe sort de la chambre noire pour s’initier à d’autres métiers. Acteur du courant photographique de la Nouvelle Vision ou Nouvelle objectivité, Pierre Boucher explore divers aspects de la photographie avant-gardiste. On lui doit des nus surréalistes inspirés par Man Ray, des photogrammes, des photocollages, des solarisations et des surimpressions. Pour cet infatigable novateur de l’après cliché, toutes les techniques sont bonnes à explorer. Certains de ses nus, surprenants, sont publiés dans le magazine très soigné Paris sex-appeal (1933-?).
Sa démarche artistique se décline aussi sur des travaux de commande comme des affiches publicitaires, des illustrations documentaires, des reportages industriels ou des illustrations pour l’édition, comme la Méthode française de ski d'Émile Allais. Il avait pour le sport une attirance toute spéciale pour laquelle il s’exprime en ces termes : « Aujourd’hui je chasse aux images. Il faut se satisfaire d’un rapide coup d'œil, saisir les mouvements en plein vol, capter la vie dans ce qu’elle offre de plus mouvant, de plus insaisissable. »

## Publications
- Le nu en photographie, photographies de Laure Albin Guillot, Pierre Boucher, Man Ray et Roger Schall, Paris, Éditions Mana (coll. « Collection Marcel Natkin », no  2, 1937, 24 p. de texte et XXXII photographies.
- Jean Eparvier, Tunisie vivante, 277 photographies de Pierre Boucher, 36 photos de J. D. Bossoutrot, Paris, Éditions du Pré-aux-Clercs, coll. « 110 millions de Français », 1946, 155 p. (Extrait en ligne sur Gallica).
- Émile Allais, Méthode française de ski, technique, photographies de Pierre Boucher, préface de Roger Frison-Roche, Paris, Éditions Flèche, 1947, 115 p.[1],[9].

édition américaine : How to ski by the French method, traduction d'Agustin R. Edwards, New-York et Paris, Éditions Flèche, 1947, 112 p.

## Collections
- Collection Christian Bouqueret
- Bibliothèque nationale de France, Paris.
- Centre Georges-Pompidou, Paris[10].

## Expositions

### Expositions personnelles
- 2003 :  Pierre Boucher (1908-2000), Musée Sainte-Croix, Poitiers.
- 25 février - 16 mai 2011 : Un photographe de Matisse : Pierre Boucher, Musée Matisse, Nice[11].

### Expositions collectives
- 31 octobre 2006 - 28 janvier 2007 : La photographie humaniste 1945-1968, Bibliothèque nationale de France, Paris[12].
- 13 avril - 15 juin 2019 : La bascule du regard. Pierre Boucher, Jean Moral et André Steiner, galerie Les Douches, Paris[13].
- 7 novembre 2022 - 27 février 2023 : Décadrage colonial, Centre Pompidou[4].

## Réception critique
- « Pierre Boucher est un excellent dessinateur, précis dans la lettre. De plus, n'usant d'aucune préciosité technique pour ses paysages et ses nus, il aime au contraire pour la publicité les photogrammes, les photomontages, les papiers collés, tous les divertissements des ciseaux, de l'aérographe et de l'objectif. » - Rémy Duval[14]